# الصفحة الرئيسة
| أديان أعلام تاريخ تقانة | ثقافة جغرافيا رياضيات طب | طيران علوم رياضة كيمياء |
| تصفح كل البوابات        |                          |                         |

| الحساب الرسمي على فيسبوك · الحساب الرسمي على تويتر · الحساب الرسمي على إنستغرام · الحساب الرسمي على يوتيوب |

مقالة اليوم المختارة
موسى، حسب التوراة وهي أقدم مرجع معروف عن موسى، فهو نبي، وقائد خروج بني إسرائيل من مصر "أرض العبودية"، ومشترع هام. تأتي الوصايا العشر التي تلقفها منقوشة على لوحين في جبل حوريب في قمة الآثار المرتبطة به، والتي تشكل الأساس التشريعي الأبرز في التراث اليهودي المسيحي. ينتسب موسى إلى سبط لاوي بن يعقوب، وإذ ولد وقضى طفولته وشبابه في مصر في كنف آل فرعون، دعي "بالرجل المصري". تنسب التوارة إلى موسى عددًا وافرًا من المعجزات، كشقّ البحر الأحمر، والعصا التي تحولت إلى أفعى، وضرب مصر بالضربات العشر. وتذكر التقاليد الدينية اليهودية أن جسد موسى نقل إلى السماء على يد ملائكة إكرامًا له بعد وفاته، كي لا يعتري الفساد جسده، وهو ما يؤكده العهد الجديد؛ علمًا أن الأمر ذاته حصل بطرق متنوعة مع آخرين كإيليا والمسيح. وفاة موسى جاءت وهو "ابن مئة وعشرين سنة، ولم تكل عينه ولا ذهبت نضارته"، ويقسم عمر موسى إلى ثلاث أربعينات، الأولى في مصر، والثانية في مدين، والثالثة في قيادة خروج بني إسرائيل. وصف موسى بالحسن والجمال منذ طفولته، أما على الصعيد الديني فقد وصف "بالأمين في كل بيت الله"، و"رجل الله". يعتبر موسى أيضًا نبيًا من أولي العزم من الرسل في الإسلام، وهو الشخصية الأكثر ذكرًا في القرآن. ا وجود لدليل تاريخي مستقل يدعم إثبات وجود موسى، لذا فقد نحا بعض ملاحدة النقاد اعتباره شخصية اخترعها الفكر الديني اليهودي زمن السبي البابلي، نظرًا لتشابه قصة انتشال موسى مع تقليد حول انتشار سرجون الأكادي، أنصار هذا الرأي يعتبرون موسى أسطورة أصل لتفسير أصل الشعب اليهودي، غير أن عددًا آخر من الباحثين دافعوا حول تاريخية موسى بنسب متفاوتة وبدلائل شتى، من بينها استحالة فهم تاريخ بني إسرائيل في حال إنكار تاريخية موسى أو تاريخية الخروج من مصر. على صعيد حصر الأحداث الموسوية في حقبة زمنية معينة، فإنّ الربانيين اليهود قد حددوا الفترة ما بين 1391 - 1271 قبل الميلاد فترةً للنشاط الموسوي، بعض المراجع الأخرى المسيحية واليهودية تفترض تاريخًا أحدث أو أقدم لما اقترحه الربانيون؛ فتعيده للقرن الخامس عشر أو تقربه للقرن الحادي عشر قبل الميلاد؛ ولعل الفراعنة تحتمس الثالث ورعمسيس الثاني ومرنبتاح هم الأكثر ترجيحًا لأن يكون أحدهم فرعون موسى.
تابع القراءة
مقالات مختارة أخرى: تأمين – عائشة بنت أبي بكر – جائزة الملك فيصل العالمية

ما هي المقالات المختارة؟ – بوابة يهودية – بوابة الإسلام
مقالة اليوم الجيدة
مختبر علوم المريخ (Mars Science Laboratory MSL) ويعرف بـكوريوسيتي أو كوريوزيتي (بالإنجليزية: Curiosity) هو مسبار صممته ناسا بهدف استكشاف سطح كوكب المريخ. أُطلقَ في 26 نوفمبر 2011 في الساعة 10:02 بتوقيت شرق الولايات المتحدة، هبط على سطح المريخ في فوهة غيل في 6 أغسطس 2012 على الساعة 05:14 (توقيت غرينيتش). المسبار هو مختبر علمي متجول متكامل بحجم سيارة، يحتوي على غرفة من الآلات والأدوات المعقدة، إضافة إلى عربة جوالة يُتحكم بها عن بعد.
تابع القراءة
مقالات جيدة أخرى: الخطوط الجوية الأمريكية الرحلة 11 – معركة ممر رونسفال – مسجد الرفاعي

ما هي المقالات الجيدة؟ – بوابة علم الفلك – بوابة المريخ
قائمة اليوم المختارة
جائزة كرافورد هي جائزة علمية سنوية تأسست عام 1980 على يد هولغر كرافورد، وهو صناعي سويدي، وزوجته آنا غريتا كرافورد. تُمنح الجائزة بالشراكة بين الأكاديمية الملكية السويدية للعلوم ومؤسسة كرافورد في لوند. وتكون الأكاديمية مسؤولة عن اختيار الحائزين على جائزة كرافورد. تُقدم الجائزة للمساهمات البارزة في أربع فئات: علم الفلك والرياضيات والجيولوجيا وعلم الأحياء، مع التركيز بشكل خاص على البيئة؛ ومرض التهاب المفاصل وبالأخص التهاب المفاصل الروماتويدي، وهو المرض الذي عانى منه هولغر بشدة في سنواته الأخيرة. وفقاً للأكاديمية، "يتم اختيار هذه التخصصات بحيث تُكَمِّل تلك التي تُمنح لها جوائز نوبل". تُمنح جائزة واحدة فقط كل عام، وفقاً لمخطط متناوب: علم الفلك والرياضيات، ثم الجيولوجيا، ثم علم الأحياء. كما يتم منح جائزة كرافورد في التهاب المفاصل فقط عندما تُقرر لجنة خاصة أنه قد تم إحراز تقدم كبير في هذا المجال. يتم الإعلان عن الحائز على جائزة كرافورد كل عام في منتصف شهر يناير. في يوم كرافورد الذي ينعقد في شهر أبريل، يتم تقديم الجائزة من قبل ملك السويد، الذي يقدم أيضاً جوائز نوبل خلال الاحتفال في شهر ديسمبر. بلغت القيمة المالية للجائزة، التي مُنحت في عام 2018 ما يقرب 6،000،000 كرونة (يقابله 745،000 بالدولار الأمريكي)، وتهدف هذه الأخيرة إلى تمويل الحائز على الجائزة لإجراء المزيد من الأبحاث.
تابع القراءة
صورة اليوم المختارة
بوابة اليوم المختارة
|                |
| بوابة الثدييات |

ما هي ويكيبيديا؟
ويكيبيديا مشروع تعاوني متعدد اللغات يضم ويكيات بأكثر من 300 لغة للعمل في مشاريع موسوعات حرة ودقيقة ومتكاملة ومتنوعة ومحايدة، يستطيع الجميع المساهمة في تحريرها. نشأت ويكيبيديا في عام 2001، حيث نمت وتطورت بسرعة لتصبح واحدة من أكبر المواقع على الإنترنت. بدأت النسخة العربية في يوليو/تموز 2003.

لدى ويكيبيديا بعض السياسات والإرشادات التي تساعد متطوعيها على العمل فيها، بعض هذه السياسات لا تزال في طور التشكل، بينما استقرت سياسات أخرى منذ زمن، ومع أن سياسات ويكيبيديا مستمرة في النمو، إلا أن بعض الويكيبيديين يشعرون أن كتابة القواعد أمر لا يمكن له أن يغطي كل تنويعة على السلوك المثير أو الهادف لضرر. هؤلاء الذين يحررون بنية حسنة ويظهرون سلوكًا مدنيًّا ويسعون وراء التوافق ويعملون لتحقيق هدفهم بالمشاركة في مشروع موسوعي محايد، سيجدون أنفسهم في بيئة مرحبة.

يمكنك دائمًا المساعدة في بناء ويكيبيديا وتحسينها بالتعاون مع المجتمع عن طريق التحرير وإنشاء مقالات جديدة. انظر قسم المساعدة للحصول على نصائح، أو توجه إلى الميدان لطرح الاستفسارات العامة حول أساليب التحرير وسياسات ويكيبيديا والقضايا التقنية أو اللغوية.
في الأخبار
- مُسلَّح يُردي موظفين من موظفي سفارة إسرائيل في واشنطن العاصمة خلال فعالية استقبال الدبلوماسيين الشباب.
- انتخاب نيكوسور دان (في الصورة) رئيسًا لجمهورية رومانيا بعد نيله 53.60% من الأصوات.
- وفاة خوزيه موخيكا، رئيس الأوروغواي السابق، عن عمر 89 عامًا.
- الرئيس الأمريكي دونالد ترمب يُعلن في منتدى الاستثمار السعودي الأمريكي في الرياض رفع جميع العقوبات عن سوريا بعد سقوط نظام الأسد.
- حزب العمال الكردستاني يُعلن حل نفسه وإنهاء الصراع مع الجمهورية التركية بعد إحدى وأربعين سنة من اندلاعه.
- انتخاب الكردينال الأمريكي روبرت فرنسيس بريفوست حبرًا أعظمَ للكنيسة الكاثوليكية باسم لاون الرابع عشر خلفًا للبابا فرنسيس.

- أحداث جارية: الحرب الفلسطينية الإسرائيلية  ·  الغزو الإسرائيلي لسوريا  ·  الغزو الروسي لأوكرانيا  ·  اشتباكات السودان  ·  أزمة البحر الأحمر
- وفيات حديثة: كوركيس إسماعيل · علي القزق · فدوى محسن · زكريا السنوار · محمد الأخضر حمينة · السيد سعيد

في هذا اليوم
27 مايو: اليوم الوطني للكشاف في الجزائر  ·  عيد الأم في بوليفيا  ·  عيد الطفولة في نيجيريا
- 1703 - إمبراطور روسيا بطرس الأكبر (في الصورة) يؤسس مدينة سانت بطرسبرغ كعاصمة جديدة بعد حصوله على منفذ إلى بحر البلطيق بانتصاره في حرب الشمال العظمى.
- 1905 - الأسطول الياباني يتمكن من تحطيم الأسطول الروسي في «مضيق تسوشيما» قبالة سواحل كوريا والذي يتضمن 32 طائرة حربية ويأسر بقية سفنه وذلك في ما عرف باسم معركة تسوشيما أثناء الحرب الروسية اليابانية.
- 1934 - شركة نفط العراق تنهي أعمالها الإنشائية في خط أنابيب كركوك / حيفا لتصدير النفط العراقي عبر موانئ البحر المتوسط، وقد توقف هذا الخط عن العمل بعد قيام دولة إسرائيل.
- 1960 - الجيش التركي يطيح بالرئيس محمود جلال بايار وحكومته المدنية التي يرأسها عدنان مندريس، والجنرال جمال كورسل يتولى السلطة.

أحداث أخرى: 26 مايو  ·  27 مايو  ·  28 مايو
هل تعلم
- ... أن الكندي (في الصورة) يعد أول الفلاسفة المتجولين المسلمين، كما اشتهر بجهوده في تعريف العرب والمسلمين بالفلسفة اليونانية القديمة والهلنستية؟
- ... أن شخصية العام لمجلة التايم في 1938 كان أدولف هتلر، وفي 2006 كان مستخدمي الإنترنت؟
- ... أن أقدم المواد المصنوعة من الذهب المكتشفة حتى الآن وجدت في مقبرة فارنا نيكروبولس في بلغاريا وتعود ل4600 سنة قبل الميلاد؟
- ... أن فيرتشوال بوي الصادر في 1995، يعتبر أفشل جهاز ألعاب فيديو لشركة نينتندو وتوقف تصنيعه في 1996؟
- ... أن بئر كولا العميق هي أعمق بئر استكشافية في العالم بعمق يزيد عن 12 كيلومترًا؟
- ... أن جمهورية ناورو هي الدولة الوحيدة العضو في الأمم المتحدة التي لا تمتلك عاصمة لها؟

قيل
| ” | ليس المؤمن بالطعان، ولا اللعان، ولا الفاحش، ولا البذيء | “ |
|   | — محمد بن عبد الله                                     |   |

الصحيح في اللغة
| لا تقل: فرح لأنه استبدل المال المزيف بالمال الحقيقي بل قل: فرح لأنه استبدل المال الحقيقي بالمال المزيف إذ أن الباء تلحق دائماً الشيء المتروك. وفي القرآن الكريم: ﴿أَمْ تُرِيدُونَ أَنْ تَسْأَلُوا رَسُولَكُمْ كَمَا سُئِلَ مُوسَى مِنْ قَبْلُ وَمَنْ يَتَبَدَّلِ الْكُفْرَ بِالْإِيمَانِ فَقَدْ ضَلَّ سَوَاءَ السَّبِيلِ ۝١٠٨﴾ [البقرة:108] (المصدر) |

هل تود إنشاء مقالة؟
في ويكيبيديا العربية 1٬264٬436 مقالة حتى الآن، لذا فاحتمال وجود مقالةٍ حول الموضوع الذي تريد الكتابة عنه كبير. استخدم صفحة البحث لمعرفة ما إذا كانت المقالة موجودةً، وربما تحت مسمًّى آخر مختلف. إن لم تكن، اكتب اسم المقالة في الصندوق أدناه وأنشئها، واتبع الإرشادات أعلى صندوق التحرير بحرص.
ما هي ويكيبيديا؟
ويكيبيديا مشروع تعاوني متعدد اللغات يضم ويكيات بأكثر من 300 لغة للعمل في مشاريع موسوعات حرة ودقيقة ومتكاملة ومتنوعة ومحايدة، يستطيع الجميع المساهمة في تحريرها. نشأت ويكيبيديا في عام 2001، حيث نمت وتطورت بسرعة لتصبح واحدة من أكبر المواقع على الإنترنت. بدأت النسخة العربية في يوليو/تموز 2003.

لدى ويكيبيديا بعض السياسات والإرشادات التي تساعد متطوعيها على العمل فيها، بعض هذه السياسات لا تزال في طور التشكل، بينما استقرت سياسات أخرى منذ زمن، ومع أن سياسات ويكيبيديا مستمرة في النمو، إلا أن بعض الويكيبيديين يشعرون أن كتابة القواعد أمر لا يمكن له أن يغطي كل تنويعة على السلوك المثير أو الهادف لضرر. هؤلاء الذين يحررون بنية حسنة ويظهرون سلوكًا مدنيًّا ويسعون وراء التوافق ويعملون لتحقيق هدفهم بالمشاركة في مشروع موسوعي محايد، سيجدون أنفسهم في بيئة مرحبة.

يمكنك دائمًا المساعدة في بناء ويكيبيديا وتحسينها بالتعاون مع المجتمع عن طريق التحرير وإنشاء مقالات جديدة. انظر قسم المساعدة للحصول على نصائح، أو توجه إلى الميدان لطرح الاستفسارات العامة حول أساليب التحرير وسياسات ويكيبيديا والقضايا التقنية أو اللغوية.
مشاريع شقيقة
مشروع ويكيبيديا أحد المشاريع التابعة لمؤسسة ويكيميديا، وهي منظمة غير ربحية تستضيف كذلك مجموعة من المشاريع الأخرى:
- كومنز
مستودع الملفات المشتركة
- ميدياويكي
برمجيات ويكي حرة
- ميتا ويكي
تنسيق مشاريع ويكيميديا
- ويكي الكتب
كتب مفتوحة لعالم حر
- ويكي بيانات
قاعدة بيانات حرة
- ويكي أخبار
مصدر أخبار حرة
- ويكي الاقتباس
أقوال مأثورة ومشهورة
- ويكي مصدر
مكتبة حرة
- ويكي أنواع
دليل للأنواع الحية
- ويكي الجامعة
مصدر تعليم حر
- ويكي الرحلات
دليل سفر حر
- ويكاموس
قاموس حر

- قائمة الويكيبيديات
- إحصاءات ويكيبيديا العربية
- أفرغ كاش الخادم: لتحديث الصفحة الرئيسة